# Ärmelband Metz 1944

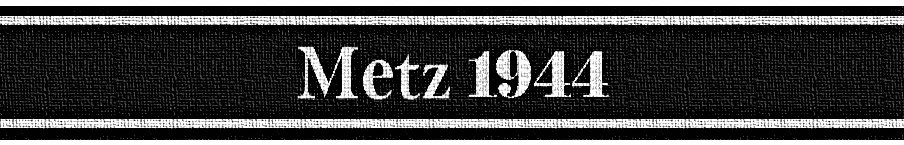
Ärmelband Metz

Das Ärmelband Metz 1944 war ein Kampf- und Traditionsabzeichen der deutschen Wehrmacht während des Zweiten Weltkrieges, welches am 24. Oktober 1944 von Adolf Hitler durch Generalfeldmarschall Wilhelm Keitel in seiner Funktion als Chef des Oberkommando der Wehrmacht, gestiftet und „im Namen des Führers“ verliehen werden sollte. Die Stiftung des Ärmelbandes bezeugte dem Beliehenen eine aktive Verteidigungsrolle bei den Abwehrkämpfen um die französische Festung Metz, die in der Zeit vom 27. August bis 22. November 1944 zwischen Angehörigen der Kampfgruppe Siegroth und den Alliierten tobte.

## Verleihungsbedingungen
Die Stiftung als Kampfabzeichen war nur jenen Soldaten der Kampfgruppe Siegroth vorgesehen, die mindestens einen „ehrenvollen“, siebentägigen Einsatz im Rahmen der Kampfgruppe nachweisen konnten oder im Zuge dieser Kampfhandlungen verwundet wurden. Ferner war das Ärmelband auch als Traditionsabzeichen vorgesehen, das von allen Offizieren, Beamten, Unteroffizieren und Mannschaftsdienstgraden der „Schule VI Fhj. d. Inf. Metz“ erworben werden konnte.

## Aussehen und Trageweise
Das Ärmelband bestand aus schwarzen Grundstoff mit silbernen Einfassung sowie der silbern gestickten Inschrift: Metz 1944. Es war vorgesehen, dass es am linken Unterarm zu tragen sei. Ferner war es allen Politischen Leitern der NSDAP erlaubt, das Ärmelband an allen Uniformen der Partei und ihren Organisationen zu tragen. Auch hier war die Voraussetzung eine aktive Rolle in der Verteidigung der Stadt. Es ist bisher nicht schlüssig, ob das Ärmelband noch während des Krieges verliehen wurde, obgleich durch zahlreiche Schulangehörige nach 1945 bezeugt wurde, dass die Verleihung zwar in das Soldbuch eingetragen, aber das Ärmelband selbst sowie das Besitzzeugnis nicht ausgehändigt wurden. Demgegenüber stehen vereinzelt auftauchende zeitgenössische Exemplare, die jedoch nicht „stiftungskonform“ silbern ausgeführt wurden, sondern einen dunkleren Schriftzug und dementsprechende Litzen aufweisen. Ebenso existieren einige wenige Besitzzeugnisse, deren Originalität jedoch auch umstritten ist.